# Milton (Luizjana)
Milton – jednostka osadnicza w Stanach Zjednoczonych, w stanie Luizjana, w parafii Lafayette.